# Baptiste Masotti
Baptiste Masotti (* 5. Juni 1995 in Niort) ist ein französischer Squashspieler.

## Karriere
Baptiste Masotti begann seine Karriere im Jahr 2013 und gewann bislang sechs Titel auf der PSA World Tour. Seine höchste Platzierung in der Weltrangliste erreichte er mit Rang 13 am 29. Januar 2024. 2017 qualifizierte er sich erstmals für das Hauptfeld der Weltmeisterschaft. Mit der französischen Nationalmannschaft wurde er 2018 Europameister. Bei Weltmeisterschaften gehörte er 2019, 2023 und 2024 zum französischen Kader.

## Erfolge
- Europameister mit der Mannschaft: 2018
- Gewonnene PSA-Titel: 6